# История Донецкой области
История Донецкой области — краткая история территорий, на которых находится современная Донецкая область Украины.

## Исторические названия
На карте, созданной немецким лингвистом и математиком Себастьяном Мюнстером в 1550 году, территория нынешней Донецкой области носила названия Малая Татария (Tataria minor).
На карте Герард Меркатор (лат. Gerardus Mercator) 1594 года — Руссия и сопредельные, территория, на которой ныне Донецкая область, носила название Крымская Татария за Перекопом.
На карте Гессель Герритс — Карта Руссии, составленная по оригиналу царевича Фёдора Борисовича, 1613-14. Из атласа Блау, Амстердам, 1640-70 гг, также использовалось название Крымская Татария за Перекопом.
Также это название использовалась в таких картах:
- Russiæ vulgo Moscovia pars australis (1645 год)
- Николас Висхер (Пискатор) — Россия и Скандинавия. Амстердам, 1660 год.
- Таврический Херсонес В наше время говорится Хазария и Перекоп, Крым. Амстердам Джоан Блау, 1663 год.

На карте Фредерика Де Вита 1680 год Русская Империя, территория нынешней области подписана как Татария Ногайская. На другой карте[какой?] Герарда Меркатора (лат. Gerardus Mercator) 1595 года территория нынешней области подписана как «Кумания» (лат. Cumania) — половецкая земля (Cumani в переводе с лат. — «куманы» или «половцы»). На карте Николаса Висхера Россия и Скандинавия, 1660 территория, на которой ныне находится северная часть области, подписана как «Дикое поле» (лат. Loca deserta).
В некоторых источниках данная территория называлась Донецкий каменноугольный край (Донецкий край).

На Западе от Донецкого кряжа, за Днепром, лежит Кривой Рог, месторождение железных руд, по качеству и количеству их — южная гора Благодать. Местечко Кривой Рог для пользы горного дела на юге России должно быть соединено с Донецким кряжем дорогой и прямой и удобной. По этой дороге повезут руду в Донецкий край, по ней поедет уголь за Днепр в Киевскую губернию.— П. Н. Горлов, обзорный доклад на I съезде горнопромышленников юга России, 1874 год.

## История

### Каменный век
Заселение территории области началось ещё в эпоху палеолита. Памятники каменного века известны более чем в 35 пунктах.
Стоянки конца раннего палеолита открыты вблизи Александровки и Антоновки Марьинского района (100-30 тыс. лет назад). Мастерские для обработки кремня той же эпохи обнаружены у сёл Белояровки, Успенки и Новоклиновки Амвросиевского района.
Поселения позднего палеолита (30-14 тыс. лет назад) открыты вблизи Северского Донца, возле сёл Богородичного, Пришиба, Татьяновки. Широко известна стоянка охотников на зубров, которая расположена вблизи Амвросиевки. Амвросиевская стоянка датируется поздним палеолитом (18—19 тыс. л. н.).
Менее изучен мезолит (13-8 тыс. лет назад). К этому времени относятся остатки поселений, обнаруженных возле сёл Дроновки Артёмовского района, Дубравы Краснолиманского района, в урочище Кременная Гора недалеко от с. Александровки Марийского района.
На территории области известно 25 неолитических памятников (V—III тыс. до н. э.). Поселения этого периода обнаружены вдоль берегов Северского Донца — в сёлах Брусовцы, Дроновцы, Ильичёвцы, Райгородка и др. На территории области тогда были центры добычи и обработки кремня — у с. Широкого Амвросиевского района открыты штольневые выработки. Донецкий кремень был также предметом межплеменного обмена. Известно свыше 30 древних мастерских у Казённого Торца, Сухого Торца, Кривого Торца, Бахмутки, Осины, Крынки и др. Думают, что они существовали и во времена раннего металла (III—II тыс. до н. э.).
В 1930 году на территории Донецкой области открыт памятник европейского значения — могильник неолитического времени (близ г. Мариуполя), где раскопано 122 захоронения.

### Начало эпохи металлов
Более чем в 80 пунктах, преимущественно вблизи Северского Донца, Бахмутки и в Приазовье, найдены памятники периода меди — бронзы (III—I тыс. до н. э.). Древние разработки меди вблизи Артёмовска, в Клиновом, Калиновском и погребение мастера-литейщика в Краматорске свидетельствуют о том, что территория Донецкой области была одним из центров добычи и обработки меди.

## Первые кочевники Северного Приазовья

### Киммерийцы
Собственно история в крае начинается 3,5 тысячи лет назад, когда здесь оказываются племена кочевников: киммерийцев, о которых сохранились очень смутные упоминания в письменных источниках Азии и Греции. Из ассирийских источников известно, что в VIII—VII вв. до н. э. киммерийцы из приазовских степей вторглись в Закавказье, где воевали против страны Урарту, которая находилась на стыке современных Армении, Турции и Ирана. В 679 году до н. э. молодой и деятельный ассирийский царь Ашшур-аха-иддин совершил поход на север и наголову разгромил киммерийское войско. Естественно, что все победы своего царя жрецы фиксировали в хронику, из которой мы и знаем о происшествии.
Однако киммерийцы вскоре оправились от удара, и при следующем царе Ашшурбанипале ассирийцам снова пришлось воевать с ними. Наконец, благодаря совместным усилиям ассирийцев и лидийцев на юге и появление на севере нового врага — скифов, могущество киммерийцев было побеждено, а их родные причерноморские степи были завоёваны и заселены пришедшими с востока скифами.
Предскифская черногоровская культура раннего железного века существовала в Северном Причерноморье в IX—VII веках до н. э.

### Скифы

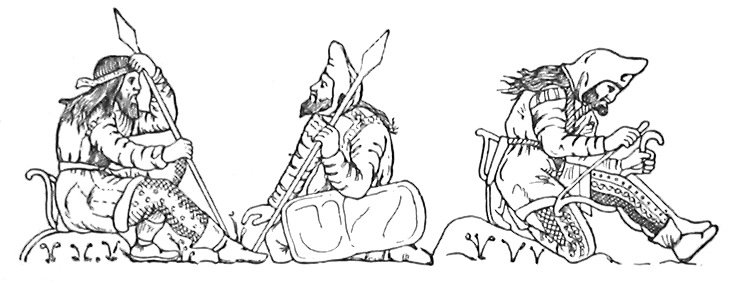

В VII в. до н. э. с появлением кочевых скотоводческих племён скифов на территории области появляются железные орудия труда. Эти земли в IV в. до н. э. были составной частью скифского государственного объединения (царства Атея). Скифы оставили
в степи немногочисленные (известные в 6 пунктах) курганные захоронения вблизи г. Ямы, Артёмовска, Жданова. Большой интерес вызывает скифская статуя V в. до н. э., найденная возле посёлка Ольховчика (ныне входит в черту г. Шахтёрска).
По Геродоту, сколоты (скифы) делились на несколько отдельных племён, имевших собственных царей. Часть сколотов была кочевниками, а часть — земледельцами. Назвать Скифию этого времени государством сложно, скорее это был союз племён, во главе которого стояли царские скифы — наиболее многочисленный и, по словам Геродота, доблестный род. Царские скифы были кочевниками и занимали восточную половину (то есть и современный Донбасс) сколотских земель. Если верить «отцу истории», то они считали других скифов своими подданными.

### Сарматы
Во II в. до н. э. в донецких степях появляются сарматы, пришедшие из Заволжья. Самые известные памятники этого времени — сарматские погребения возле с. Новолуганского, вокруг г. Славянска и с. Прелестного. В IV в. н. э. эту территорию захватывают новые орды кочевников.
На территории нынешней области было кочевье сарматского племенного объединения роксоланов. Четыре века сарматы безраздельно господствовали на огромных степных пространствах, пока их в III в. не потеснили пришедшие с севера германцы-готы, а завершилось сарматское время в IV в. н. э., когда из Азии пришли новые завоеватели — гунны.

### Греки
Греки хорошо знали Азовское море, которое называли Меотийским озером. Однако до сих пор археологи так и не нашли следов античных греческих поселений на территории современной Донецкой области. Впрочем, это не доказывает того, что их здесь и не существовало. В I тыс. до н. э. уровень Чёрного и Азовского морей был на несколько метров ниже, чем сейчас. Соответственно и прибрежные поселения тех пор, построенные на низком побережье, сегодня находятся под водой на расстоянии в десятки, а то и сотни метров от берега.

### Готы

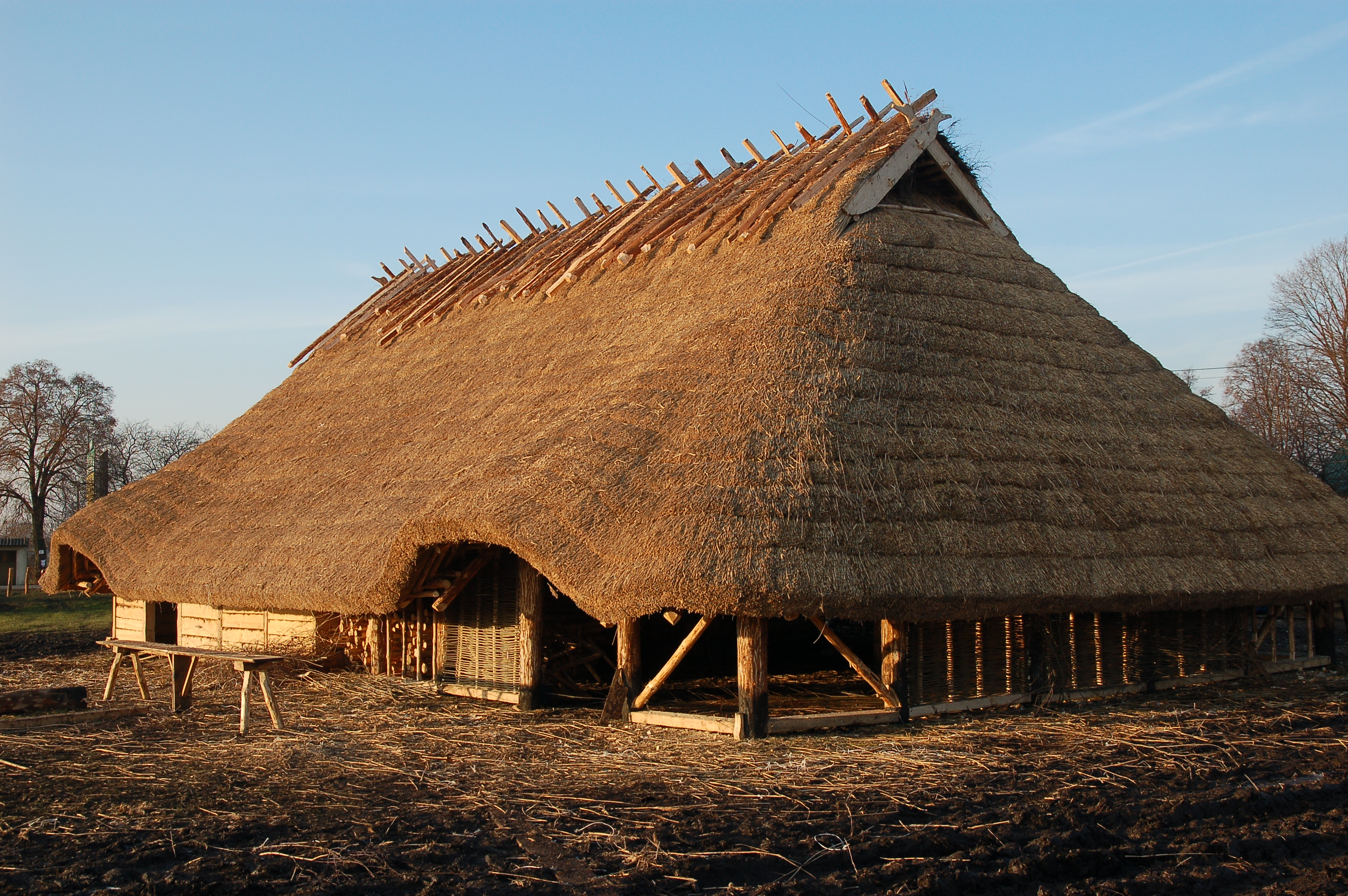

В III в. н. э. до Причерноморских степей добрались готы — воинственное германское племя, начавшее свой путь веком ранее с берегов Балтики. Почти век они искали себе новые земли, которые могли бы прокормить их разросшееся племя и, наконец, выбрали себе степи современной Украины. Местное население захваченных земель они выгоняли или подчиняли своей воле. На территории современной Донецкой области ими в 252—254 гг. был захвачен и существенно разрушен Танаис. Однако центр их государства располагался не в Донбассе, а значительно западнее: от Приднепровья до Дуная. Так что большую часть местного населения Приазовья в это время составляли сарматы, которые остались здесь с доготских времён и признали над собой власть захватчиков. Такой вывод можно сделать потому, что в наших краях практически нет готских археологических памятников.

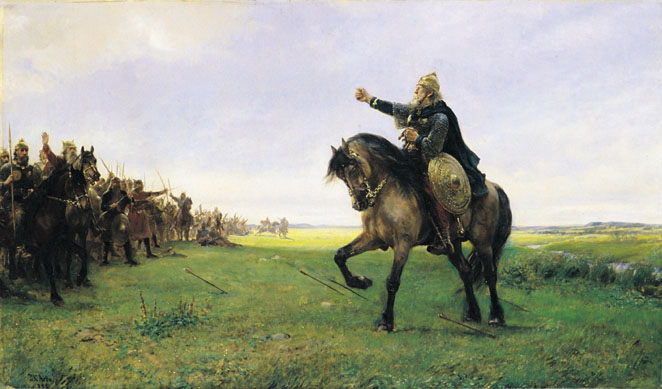
Готский вождь вызывает гуннов на бой (полотно П. Н. Арбо, 1886)

В IV в. на восточных границах готского королевства появились гунны.
После раздумий идти или сопротивляться готы решили драться. Некоторое время они сопротивлялись, но вскоре умер старый Германарих, и это склонило чашу весов в пользу кочевников. Как только умер король, покорённые им росомоны и славяне восстали и ударили в спину готам. Однако борьба со славянами подточила силы готов, и они не смогли отбить следующий гуннский удар. Остготское королевство было покорено, а его жители подчинились гуннам. Вестготы решили не воевать и бежали от кочевников на территорию Римской империи. В обмен на земли для поселения во Фракии они обещали подчиняться римским законам, признать императора своим правителем и принять христианство. К ним присоединились те остготы, которые не желали жить под властью кочевников.

### Гунны

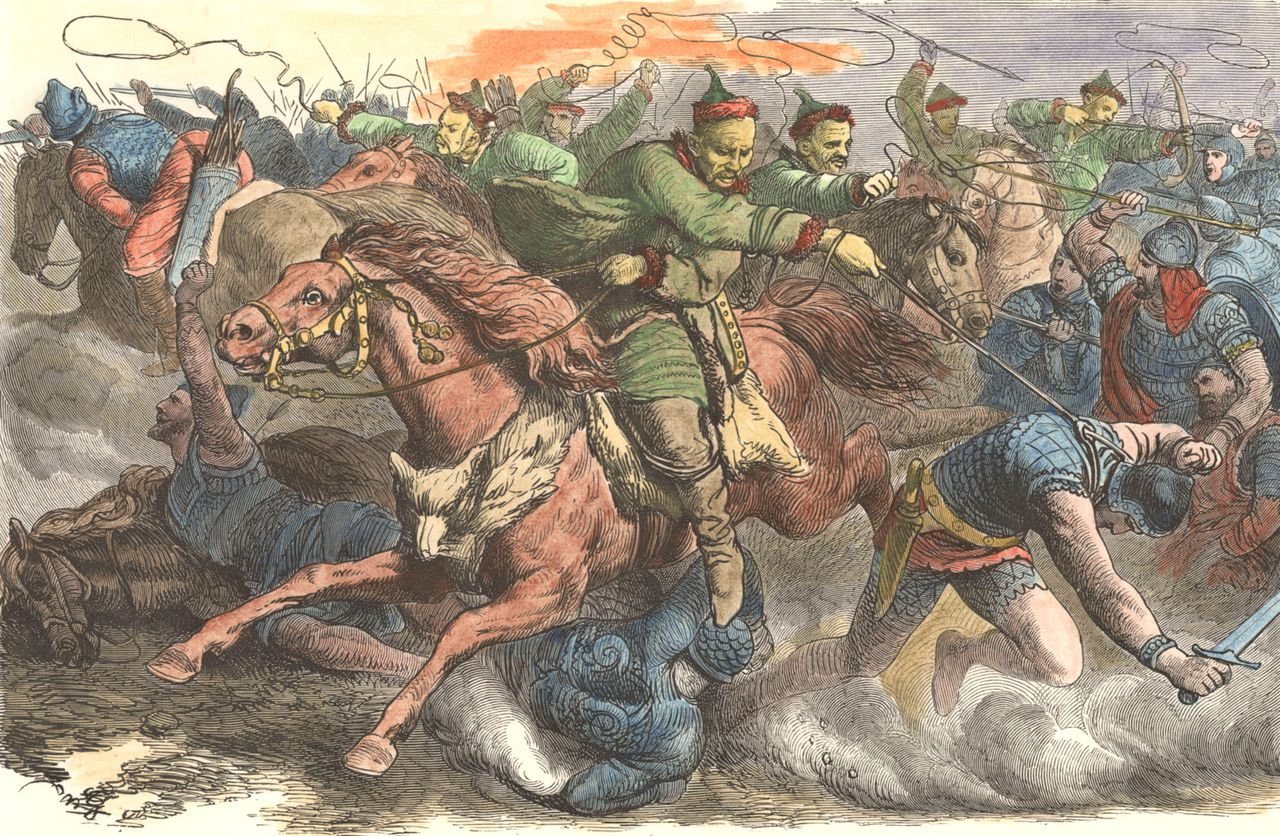
П. Гайге. «Гунны борются с аланами».

В конце IV в. по причерноморским степям прошлись гунны — кочевой народ, прикочевавший сюда от китайских границ. Разбив аланов и сокрушив готскую державу, они пошли на запад в район современных Венгрии и Австрии.

### Авары
После нашествия в IV веке гуннов на эти земли в VI в. пришли авары. После смерти Аттилы между его вождями началась война, в результате которой немецкая часть его бывших подданных разгромила гуннов в 451 году в битве на реке Неда в Паннонии. Уцелевшие кочевники попытались прорваться на Балканы, но и там их ждала неудача. В результате этих поражений гуннский народ распался на отдельные орды, каждая из которых стала искать своё место под солнцем. Одним из таких осколков были булгары, которые повернули на восток и заняли степи на восток от Днепра. Сюда же с запада перекочевал ещё один народ — авары, на некоторое время сумевшие подчинить себе булгар. Но потом авары по примеру гуннов отправились завоёвывать Европу, и булгары остались хозяевами на этих землях.

### Великая Булгария

В начале VII века хан Кубрат сумел собрать под своей рукой булгарские племена утигуров и кутригуров и создать достаточно мощное государство — Великую Булгарию, которая занимала юго-восток современной Украины и Северный Кавказ. Кубрат умер в октябре 668 года, а через несколько лет на Булгарию напали хазары.

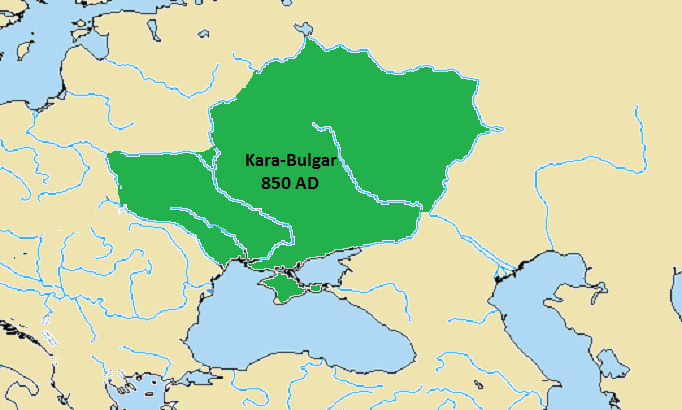

Не выдержав удара, булгары разделились: старший сын Батбаян остался в Приазовье и стал данником хазар, другой сын, Котраг, ушёл со своей частью племени на правый берег Дона, а третий сын, Аспарух, повёл своих сторонников на Дунай, где, объединившись с местными славянами, положил начало современной Болгарии. В конце VIII века часть булгар переселилась в бассейн Средней Волги и Камы, где они вскоре перешли к оседлому образу жизни и создали государство Волжскую Булгарию. Потомками волжских булгар являются современные казанские татары и чуваши. Земли Великой Булгарии, в том числе и Донбасс, вошли в состав Хазарского каганата.

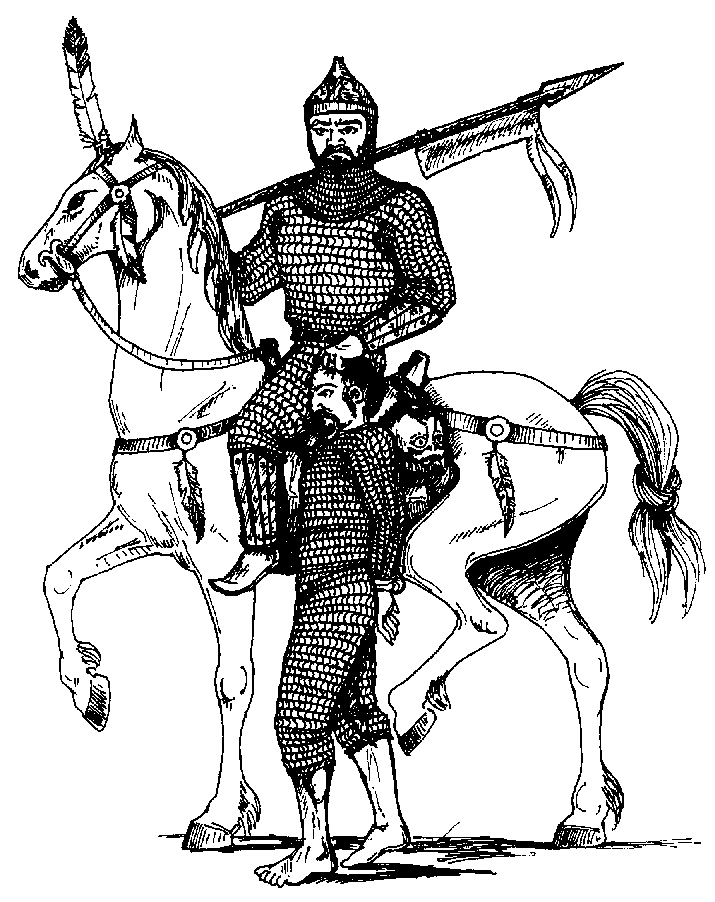
воин с пленником. Рисунок Нормана Финкельштейна по мотивам изображения кочевника на серебряном кувшине из клада Надь-Сент-Миклош.

### Хазары

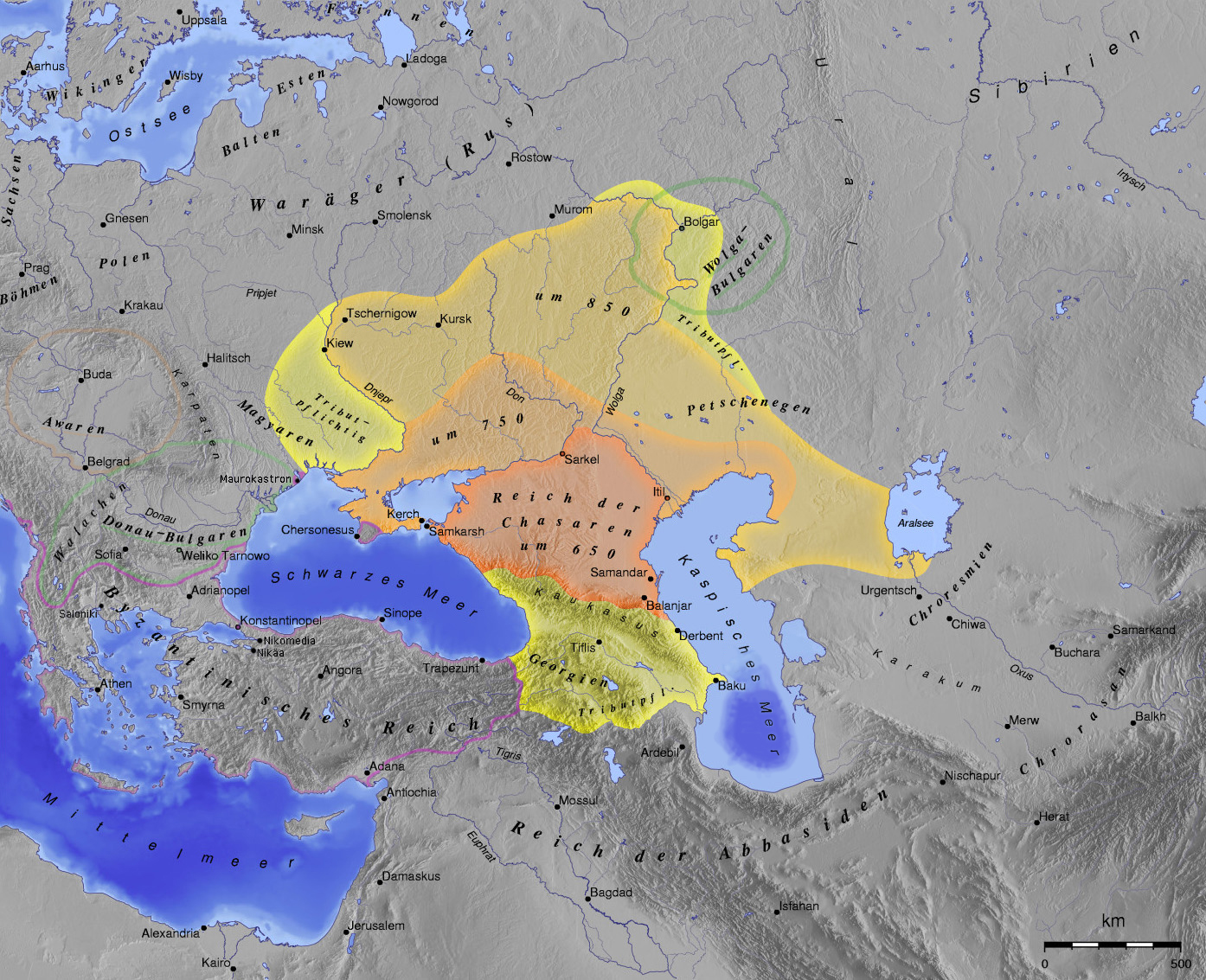

После разгрома Великой Булгарии во второй половине VII века территория современного Донбасса входила в состав Хазарского каганата. Сильная власть и мощная армия позволили кочевникам на десятилетия установить период относительной стабильности, благодаря чему в регионе сложились достаточно комфортные условия для жизни. Снова в Подонье появились постоянные поселения, населённые аланами, славянами и булгарами. Началось развитие ремёсел и торговли.
Например, в районе современного села Сидорово Донецкой области в 2012 году археологи начали раскопки хазарского городища. Как выяснилось, в своё время это был гигантский город с площадью более 120 гектаров, который имел стены длиной в два с половиной километра. Возник город в VIII веке, а примерно в середине X века его жители по неизвестной причине покинули свои дома. По мнению археологов, оставшиеся вещи свидетельствуют о том, что люди уходили в спешке и надеялись вернуться. Однако город так и остался заброшенным. Сегодня нельзя сказать, почему это произошло, но скорее всего причиной исхода стала военная угроза со стороны печенегов или воинов киевского князя Святослава.

### Аланы
На этот счёт есть несколько версий и одна из них гласит, что Русский каганат располагался на юго-востоке современной Украины и прилегающих областей России.
Так Е. С. Галкина считает, что центр этого государства находился в верховьях рек Оскол, Северский Донец и Дон. Российский историк и философ Сергей Перевезенцев называет это государство Аланской Русью и видит его истоки на Дону. Донецкий историк и публицист Алексей Иванов очерчивает границы этого государства по линии Северский Донец — Дон — Азовское море на юго-востоке и Днепром на Западе. Благодаря археологическим раскопкам нам известно, что с VIII по X вв. на этой территории существовала весьма развитая городская цивилизация, со смешанным аланско-булгарско-славянским населением. В местах проведения первых раскопок у села Верхнее Салтово и Маяцкого городища открыта археологическая культура, которую назвали Салтовской. На сегодня кроме обычных поселений известно шесть Салтовских крепостей, построенных из камня и глиняных кирпичей.

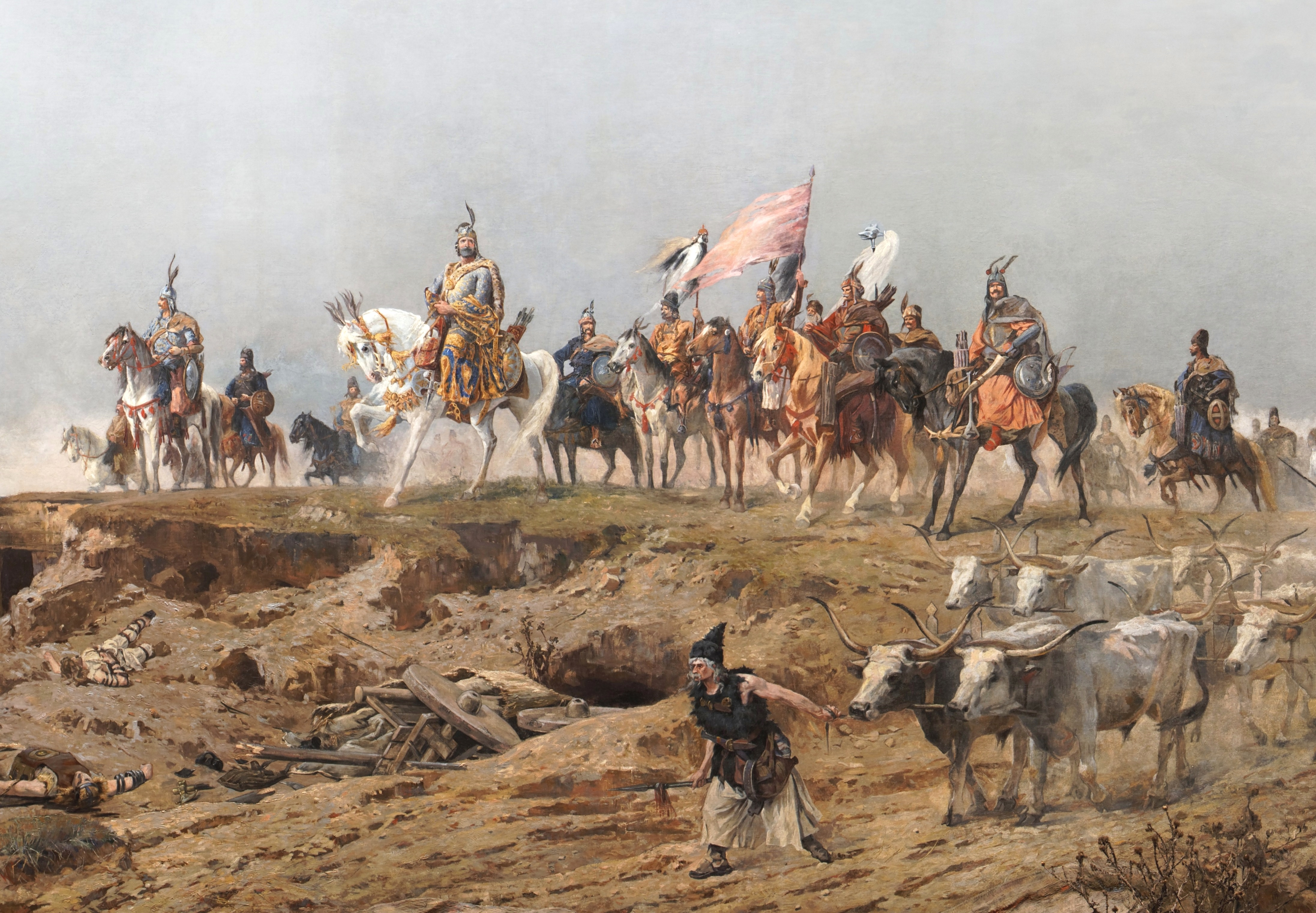

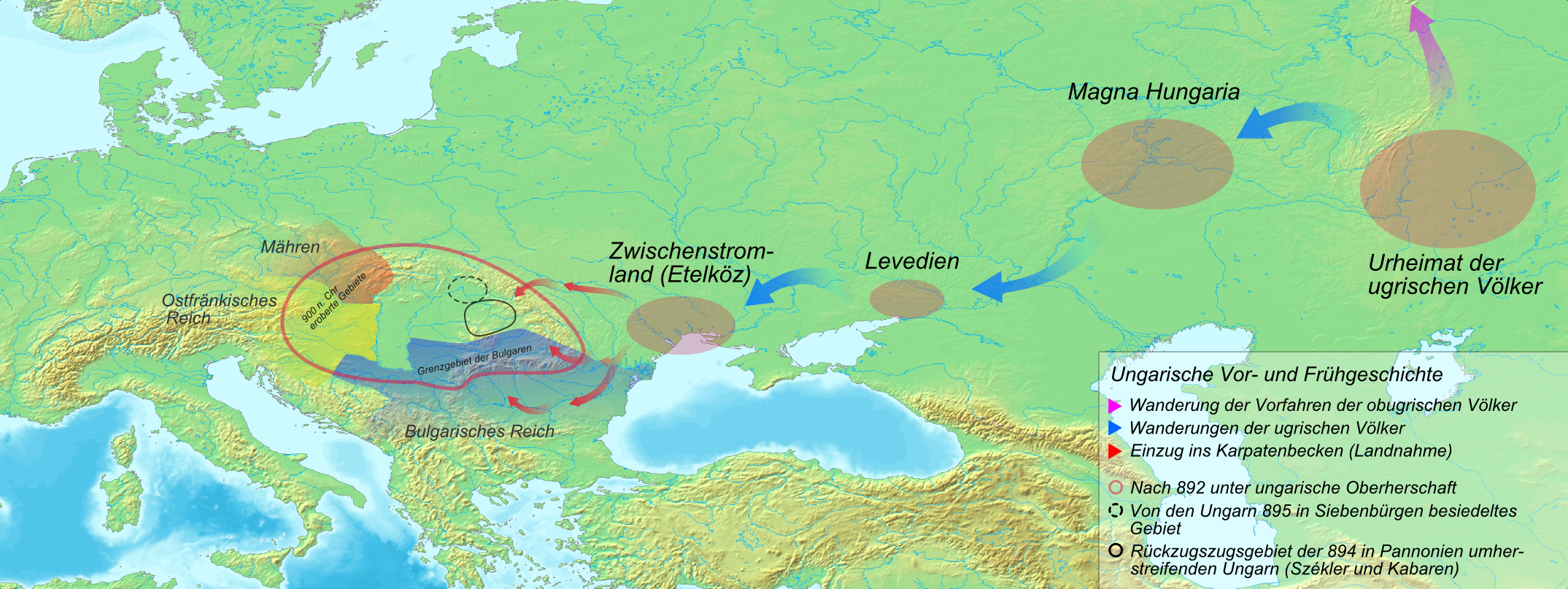

Период хазарского мира продолжался до IX в., когда новые кочевые племена из Азии двинулись на запад.

### Венгры
Первыми в Приазовье и Причерноморье в IX веке перекочевали венгры, которые, поселившись здесь, признали себя вассалами хазарского кагана.

### Тмутараканское княжество
Начав колонизацию приазовских степей в V—VI вв., древние славяне в X—XIII вв. жили вблизи Кальмиуса и Миуса. Они добывали соль из Генического и Бердянского озёр и торговали с Тмутараканем. По некоторым свидетельствам, князь Святослав Игоревич, разгромив хазар и разрушив Саркел, основал на месте теперешнего Мариуполя или в его окрестностях город Белгород, который позже татары переименовали в Белосарай. Коса недалеко от Мариуполя и по сей день называется Белосарайской.

### Печенеги
Печенеги

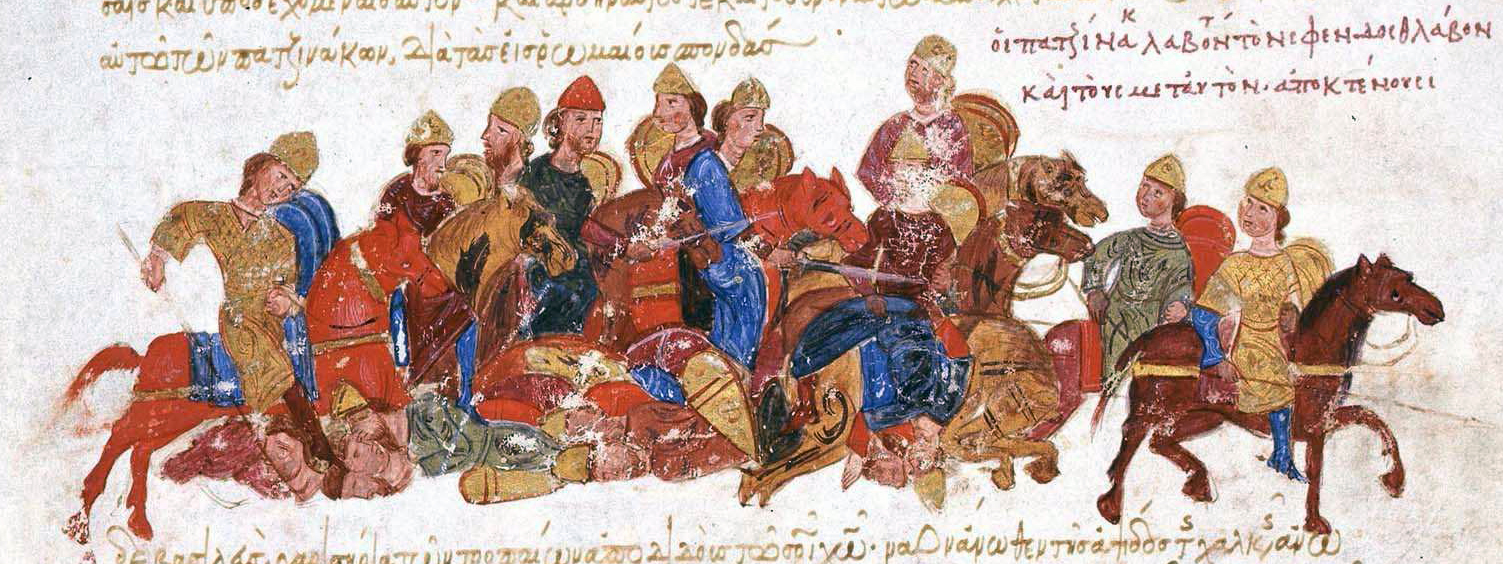

В конце IX века сюда вторглись печенеги, вытесненные в XI веке торками, которых в том же веке выгнали половцы. На Донетчине выявлено около 40 каменных надгробных скульптур IX—XIII веков — следов пребывания здесь кочевников. В селе Ямполе на Донце раскопано печенежское захоронение, в городе Ясиноватая найдены могилы торка и половца, возле села Новоивановка Амвросиевского района — захоронение богатой кочевницы.

### Торки
В степях современной Донецкой области торки находились недолго. В 1055 г. они подкрались под Переяславль. Навредить Киевской Руси торки не могли, потому что их давила более сильная Половецкая орда.
В 1116 г. часть торков с печенегами разбили половцев. Они воевали с торками ещё в 1093 г., а в 1105 г. половецкий хан Боняк избил торков под Зарубом. Разбитые торки поселились над Росью, где основали посёлок Торческ. Наверное они кочевали над притоками Северского Донца Сухим, Кривым и Казённым Торцами. Тором (этимологи выводят этот топоним и гидроним от тюркского слова тор — источник) между Торскими озёрами названа в 1654 г. крепость, зародыш современного Славянска.

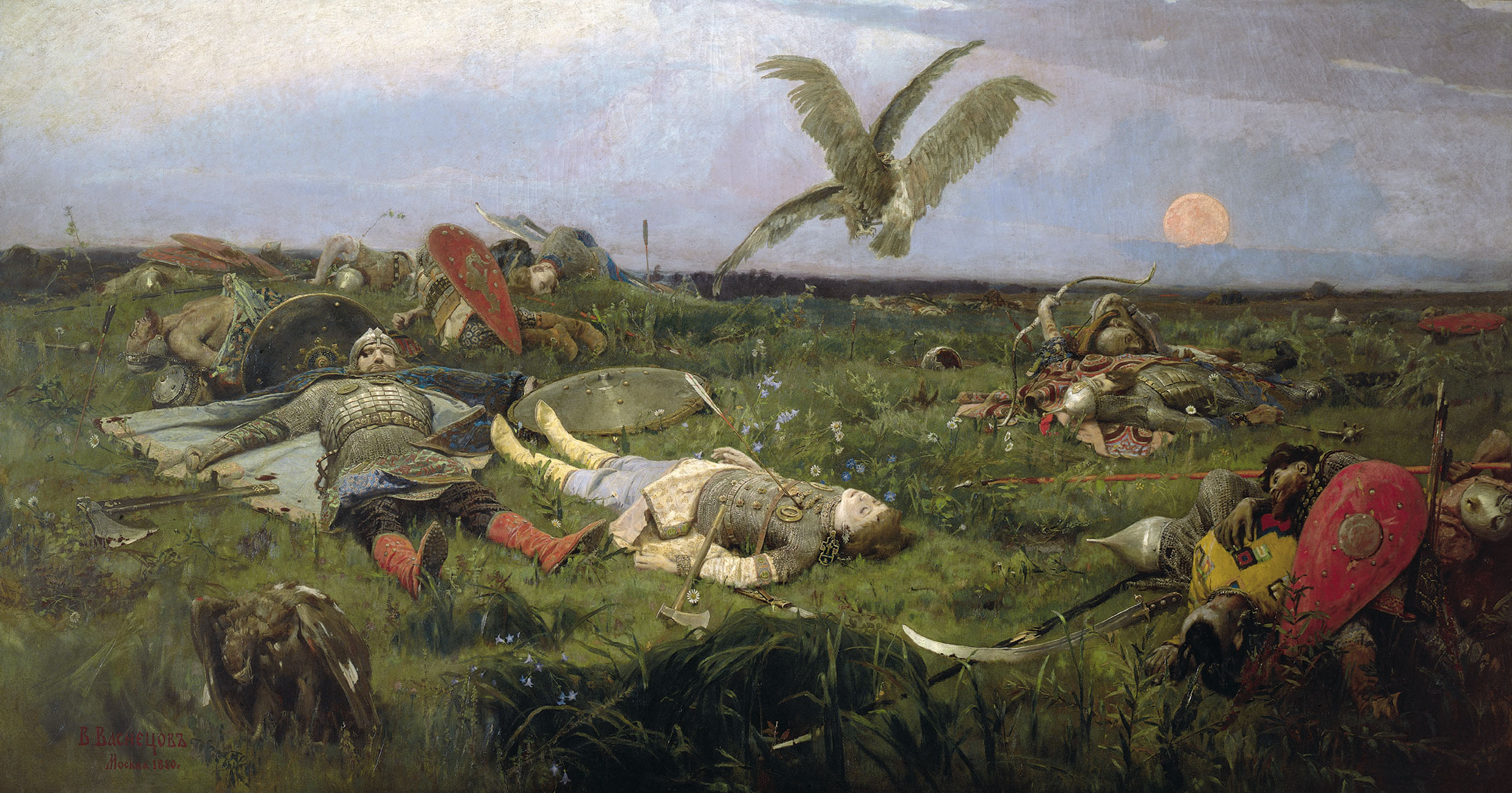
Виктор Васнецов. После побоища Игоря Святославича с половцами. 1880 год.
По данным историков и археологов Бориса Рыбакова и С. А. Плетнёвой, легендарная битва на Каяле произошла на территории Донецкой области, севернее села Нововодяного.

### Половцы
В XI в. у русичей появился новый сосед — многочисленные и воинственные племена кипчаков, прикочевавшие в Причерноморье из-за Волги.
По мнению историка Светланы Плетнёвой, в южнорусские степи прикочевало более десятка крупных половецких орд численностью от 30 000 до 50 000 человек в каждой. Вскоре они уничтожили, изгнали или подчинили себе всех других жителей Великой евразийской степи, раскинувшейся от Дуная до Иртыша. Эти гигантские пространства на долгие годы получили прозвище Дешт-и-Кипчак — Кипчакская степь.
Начатый период русско-половецких войн имел одну интересную особенность: ни славяне, ни половцы не стремились завоевать земли противника. Как бы ни складывалась военная ситуация, граница Руси и Половецкой Степи оставалась неизменной. Кипчакские орды доходили до Киева, русские дружины до Дона, но каждый раз после походов армии возвращались на исходные рубежи. Можно сказать, что это была пограничная война, актуальная не для всей Руси, а лишь для её южных княжеств: Киевского, Переяславского и Черниговского.

### Чёрная Кумания
Хан Кончак — сын Атрака от одной из грузинских княжон — стал одним из самых известных половецких ханов за всю историю этого народа. Он снова возродил давнюю славу рода Шарукидов. На историческую арену он вышел в 1160-х годах и сразу попытался снова объединить все восточные половецкие орды в единый племенной союз «Чёрная Кумания». В 1174 году он организовал свой первый поход на Русь, а к концу 1170-х он был самым сильным степным правителем, власть которого признали большинство родов, кочевавших между Доном и русскими княжествами. Вообще, к этому времени донские половцы были наиболее сильными, так как кочевья их более западных соседей, приднепровских половцев, периодически подвергались нападениям русских князей и чёрных клобуков. На Дон же славяне после Мстислава Великого походов не совершали. Так что орды Атрак, Сирчан и наследовавшего им Кончака несколько десятилетий не подвергались нападениям. Сами же они принимали активное участие в русской усобице.

### Бродники
Бродников вспоминают отечественные источники только два раза:
1) 1147 г. они вместе с половцами помогали Святославу Олеговичу в борьбе с киевским князем Изяславом Мстиславичем.
2) 1223 г. Плоскиня целовал крест перед киевским князем Мстиславом.
Итак, бродники были христианами. Сказания называет Плоскиню «окаянным», потому что он не сдержал присяги и передал князей татарам, которые задушили их.
Это единственный раз, когда бродники — возможно, без умысла, стали соучастниками убийства соплеменников. В рассказах про половецкие нападения на Украину не упоминается о бродниках. Плоскиня, очевидно, поступил так потому, что не мог спротивитися жестоким монголам. Бродники, видимо, были союзниками монголов только на этой территории. Согласно западным хроникам, венгерский король называет между соседями Венгрии бродников. Потому что византийский писатель Никита Хоният вспоминает об участии «бордоносов» (eopô6vr]s) в борьбе болгар за свободу в 1180-х годах. Бродникам, как союзниками монголов, не было причины убегать от них на запад. Выбитые из оседлой жизни (или никогда её не ведшие), потомки антов под влиянием тюркских кочевников также одичали и приняли от них навыки кочевничества. Они были людьми закалёнными и воинственными, но свободными. Прототипом позднейшего казачества называют бродников российские историки Б. Греков и А. Якубовский. В конце июля 1252 г. французский королевский посол Гильом де Рубрук видел на левом берегу Танаиса (Дона) красивый лес, а на правом — шатёр, где жили русины, которые по приказу Батыя и за вознаграждение от него должны были перевозить через реку купцов и путешественников.

### Крымский улус Золотой Орды
Крымский улус Золотой Орды
В 20-х годах XIII века на юго-востоке Руси появились воинственные орды монголо-татар. 1223 году, чтобы отвлечь продвижение татар на Русь, Киевский, Галицкий, Волынский, Смоленский и другие полки вместе с половцами двинулись навстречу татарским ордам в Приазовские степи. Переправившись через Днепр, они достигли реки Калки — притоки Кальмиуса (ныне территория Новоазовского района). Здесь полки стали лагерем. Сначала в битву с татарами вступили Даниил Романович и Мстислав Удачный, но через внутренние несогласия их не поддержали все полки. Разлад в ряды русских войск внесли половцы, которые под натиском татар начали убегать. Эта, по словам летописца, «сеча зла и люта» закончилась поражением войск русских князей.
После нашествия татар и образования Золотой Орды территория края долгое время оставалась малозаселённой.

### Малая Ногайская Орда
Дети и внуки ханов, которые враждовали с Измаилом, во главе с Ками-мурзой из рода Шейдякових откочевали под Азак, где образовали орду Малые Ногаи. Они признали верховенство турецкого султана и крымского хана и расселились на север от Перекопа, под Азаком и между Доном и Кубанью. В Малые Ногаи ушло немало мурз из Великой Ногайской орды. Поскольку возможности кочевья между Буго-Днепровским лиманом и устьем Дона были ограничены, ногайцы постоянно враждовали за пастбища на Правобережье с Белгородской ордой, а на Левобережье — с крымскими улусами. Впоследствии (в первой половине XVII века) Малые Ногаи распались на Буджакскую, Едикчульскую, Едиссанскую и другие орды, которые расселились по причерноморских степям вплоть до Дуная.
Крымские ханы часто натравливали одних мурз на других, чтобы грабить соседние кочевья. Ханские слуги забирали ногайских жён себе в наложницы. Такое надругательство крымцев побудило ногайцев проситься под власть московского самодержца. Однако надволжские степи, где когда-то кочевали их прадеды, уже захватили калмыки, которые были готовы к походу на Крым. Москва не верила ногаям, потому что, как только крымский хан отправлялся в поход, малые ногаи, лакомые на добычу, немедленно забывали о недоразумении и присоединялись к крымцам.
Крымские и ногайские татары говорили похожими говорами. Они и назвали степную реку, которая впадала в Азовское море с севера в самом начале Таганрогского залива, Кальмиусом (тюрк. кил — волос, миюс — рог), ведь она узкая и тонкая, словно волос, а кручёная, как рог
Достопримечательности:
- Боли Сарай

## Казацкая эпоха

### Харцызы
В начале XVIII века. царское правительство стало отбирать у донских казаков земли вдоль реки Бахмутки и среднего течения Северского Донца, поскольку здесь было место массового сосредоточения беглецов. В 1704 году Пётр I передал значительную часть этих земель Изюмскому полку, что вызвало большое недовольство донских казаков, которые в октябре 1705 г. разорили соляные варницы близ Бахмута. Для расследования дела сюда прибыл дьяк Горчаков, но его арестовал бахмутский атаман К. А. Булавин. В 1707 г. правительство окончательно передало земли Изюмскому слободскому полку. Весной и летом 1708 г. в низовьях Дона вспыхнуло восстание, возглавляемое бахмутским атаманом К. А. Булавиным. Основными участниками были крестьяне (главным образом, беглые) и казачья голытьба. Активное участие в движении принимали мелкие посадские люди и угнетённые народности: татары, мордва и др. Непосредственным поводом к нему была жестокая расправа, учинённая над населением карательным отрядом Ю. Долгорукого, которого Пётр I послал на Дон, чтобы разыскать и вернуть помещикам беглых крестьян. В ночь на 9 октября 1707 г. свыше 200 человек во главе с Булавиным у Шульгинского городка на реке Айдаре уничтожили одну из партий карателей. Восстание быстро распространилось по городкам верхнего течения Дона. Уже в июне 1708 г. в районе Северского Донца действовали отряды под руководством Никиты Голого, Сергея Беспалого и Семёна Драного, к которому присоединилось около 1,5 тыс. запорожцев, прибывших на помощь восставшим. Но Булавин разделил силы восставших, одновременно действуя на Дону, захватывая города Поволжья и воюя в Слободской Украине. После разгрома восстания Пётр I приказал сжечь казацкие городки над Донцом, а вместе с ними слободы и хутора украинских и русских поселенцев, где проживали крестьяне-беглецы. Были сожжены Бахмут и Тор, наказаны смертью 7 тыс. человек.

## Российская империя

### Заселение Мариупольского уезда
Через 4 года после Кючук-Кайнарджийского мира российское правительство весной 1778 года разрешило переселение на территорию южнорусских губерний христианского населения Крыма (греков и армян). До Приазовья прибыло 18 тыс. греков, которые основали на побережье Азовского моря и на правом берегу Кальмиуса 24 слободы, им отводилось по З0 десятин земли на ревізьку (мужскую) душу, на 10 лет их освобождали от всех платежей. В устье Кальмиуса, на месте запорожской крепости, был заложен город Мариуполь, который с 1784 года стал уездным центром.
В конце XVIII века. в междуречье Кальмиуса и Грузского Єланчика (территория современного Новоазовского района) основали колонии прусские, баденские и саксонские немцы, которые получали по 65 десятин земли на двор. Немецкая колонизация этого района, которая осуществлялась несколькими этапами, продолжалась вплоть до конца XIX века. В 1882 году здесь проживало свыше 6 тыс. немцев.
С 1817 года к Мариупольскому уезду из западных губерний переселяются евреи, которые основали посёлки Хлебодаровку, Равнополье и Затишье. им было отведено 22 829 десятин земли.
В северной части области в 60-х годах XVIII века. поселились амнистированы правительством русские раскольники, которые вернулись из Литвы, Польши, Молдавии.

### Азовское казацкое войско
Азовское войско возникло с переходом части задунайских запорожцев в количестве 1500 человек под предводительством кошевого атамана Осипа Гладкого в 1828 году из турецкого в русское подданство. Из перешедших казаков был сперва образован дунайский казачий полк, а по окончании турецкой войны император Николай I предоставил Гладкому выбирать свободную землю в южных пределах России. Часть казаков основала на реке Калке хутор Гладкий (по фамилии атамана). В 1849 г. азовские казаки с донцами, которым принадлежали тогда земли на восток от Кальміюсу, заложили на Кривой косе возле устья Грузского Еланчика в Миусском лимане, станицу Новониколаевскую (теперь — Новоазовск).
Азовское казачье войско ликвидировано 1885 г. Насти на озівців переселилась на Кубань, а остальные переведены в сословие государственных крестьян. На месте хутора Гладкого вырос городок Никольское переименовано в 1923. на Володарское.

### Промышленный взрыв
В 20-х годах XIX ст., когда российское правительство развернуло активную деятельность в поисках угольных месторождений на юге страны, угледобыча была отдана на откуп, а в 1826 г. издан закон о попудном платёжном акцизе — добыча угля становилась оброчною статьёю. Отныне разработка угля должна осуществляться только под надзором чиновника. Однако впоследствии, из-за резкого сокращения угледобычи, этот порядок был отменён, и в 1829 г. издан закон, разрешавший свободную разработку угольных пластов. В 1839 г. на крестьянских шахтах сёл Железного, Щербиновки и др. годовая добыча достигла 200 тыс. пудов, что составляло более 25% общей добычи угля в Донбассе. Шахты эти были очень примитивны: здесь пользовались лопатой, кайлом, молотком, ручным воротом с верёвкой и корзиной для подъёма угля. Как правило, владелец шахты — крестьянин или казак — сам не добывал уголь, а нанимал местных или пришлых рабочих и платил им от 8 до 10 руб. серебром за добычу и доставку на-гора тысячи пудов угля. Кроме крестьянских, были и помещичьи шахты. На одной из них, расположенной в селе Александровка, в конце 30-х годов XIX века. годовая добыча угля достигла 150 тыс. пудов. Среди помещиков - владельцев шахт были братья Рутченко, Кравченко, Котляревские, Карпов, Рыков и другие. В 1837 г. уголь добывался в 13 местах современной Донецкой области: в районе Селидово, Щербиновских хуторов, Никитовки и др. Если в 1839 г. на этих шахтах было добыто 855,4 тыс. пудов угля, то в 1850 г. уже более 1 млн пудов. Продажа угля была одной из статей местной торговли, которая постепенно развивалась. В конце XVIII в. в Мариуполе, Славянске и Бахмуте проходило до 12-ти ярмарок в год, по четыре в каждом из названных городов. Население северной части области вывозило свои товары на Изюмскую ярмарку, которая стала одним из значительных торговых центров. Увеличение спроса на зерно, а также близость к Мариупольскому порту, где в 1800 г. установили таможенную заставу, а в 1809 г. создали портовое управление, ускорили капитализацию сельскохозяйственного производства местных помещиков и колонистов-иностранцев. Помещичье хозяйство приобретало черты торгового предпринимательства, специализировалось на производстве товарного зерна. Значительную часть урожая пшеницы, выращенной в помещичьих имениях и экономиях колонистов Миусского округа Области Войска Донского, вывозили к Таганрогскому порту.

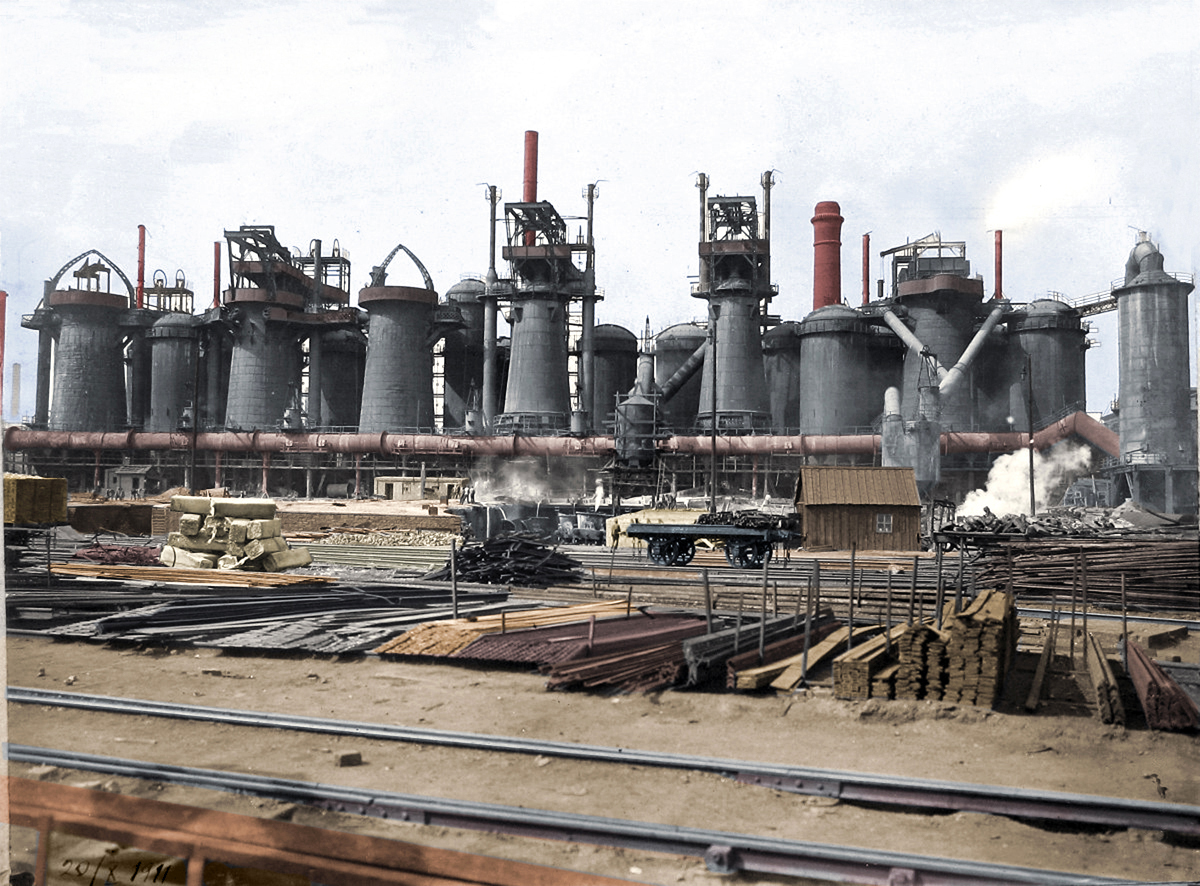
Доменный цех Юзовского металлургического завода, 1911 год

В начале XIX века. значительная часть территории области (Мариупольщина и Бахмутский уезд) вошла в состав Екатеринославской губернии, северо-западная часть её (современный Славянский район) была в составе Слободско-Украинской (с 1835 года — Харьковской) губернии, а юго-восточные земли (нынешние Новоазовский, Старобешевский, Шахтёрский и Амвросиевский районы) стали территорией Области Войска Донского.
В конце XVIII века. в пределах современной области проживало около 120 тыс. человек, из них 3305 в Бахмутской крепости (в 1761 году здесь было 1043 человека). Только в Мариупольском уезде насчитывалось 3 города, 6 крепостей, 47 сельских населённых пунктов. В самом Мариуполе проживало около 4 тыс. человек. Развитие производительных сил сопровождалось некоторым подъёмом культурно-образовательного уровня местного населения. В первой половине XVIII в. в северных городках области в Кальмиусской и Самарской паланках Войска Запорожского работали общеобразовательные школы. Известно, что в 1732 г. в Торе была школа, где детей обучали дьяки. В 1808 г. в Бахмуте открылось первое народное училище. Всего на время проведения реформы на территории Мариупольского и Бахмутского уездов действовало 47 начальных школ, из них 15 частных, в которых обучалось 1365 детей и преподавало 60 учителей.

### Революция 1905—1907
Беспощадная эксплуатация труда рабочих, пережитки крепостничества (так называемые «отработки») и экономический кризис 1900—1903 годов, который ухудшил положение людей труда, создали в России в начале XX века революционную ситуацию. Взрыв революции ускорила русско-японская война, начатая 27 января (9 февраля) 1904 года. 9 (22) января 1905 года в Петербурге несколько тысяч рабочих двинулись к царю с просьбой улучшить условия их жизни. Расстрел этой мирной демонстрации всколыхнул недовольное население. Рабочие и крестьяне стали добиваться свержения самодержавия, установления демократичной республики, введения 8-часового рабочего дня, уничтожения помещичьего землевладения, ликвидации сословного неравенства и национального гнёта. В октябре всю Россию охватили забастовки. Напуганный ростом революционных настроений царь 17 (30) октября подписал манифест, в котором пообещал свободу. На эти обещания рабочие Луганска и других промышленных городов ответили антиправительственными политическими демонстрациями. Только на паровозостроительном заводе Гартмана в Луганске забастовало несколько тысяч рабочих. Беспорядки перекинулись на заводы и шахты Юзовки и Макеевки. 17 декабря восстала Горловка, где в боях с присланными правительством войсками погибло около 300 человек. В боях горловцам помогали 4 тысячи работников из Енакиева, Ясиноватой, Дебальцева и Харцызска. После двухчасового боя войска отступили в степь. Получив подкрепление, они ударили сзади и через четыре часа сломили сопротивление повстанцев. Декабрьское восстание закончилось поражением. Революция пошла на спад, и министр внутренних дел П. А. Столыпин, применяя смертную казнь, подавил любые проявления революционного движения.

### Первая мировая война
Забастовки в Донбассе в 1914 — начале 1917 гг.

## Довоенный период

### Донецкая губерния
15 марта 1920 года в Украинской ССР (УССР) образована Донецкая губерния с центром в городе Луганске. Она была сформирована из частей Харьковской и Екатеринославской губерний и области Войска Донского. В состав новой губернии были включены Изюмский и Старобельский уезды Харьковской губернии, Бахмутский, Мариупольский и Луганский (бывший Славяносербский) уезды Екатеринославской губернии, а также Донецкий, частично Таганрогский и Черкасский округа области Войска Донского. Постановлением Совнаркома от 12 октября 1920 года центр Донецкой губернии переведён из Луганска в город Бахмут, который 21 августа 1923 года был переименован в Артёмовск. 9 марта 1924 года город Юзовка был переименован в Сталин (с 1929 года — Сталино).
3 июня 1925 года постановлением ВУЦИК в Украинской ССР упразднены губернии и введено деление на 41 округ, объединяющий группы районов. На месте упразднённой Донецкой губернии были созданы Артёмовский, Луганский, Мариупольский, Сталинский и Старобельский округа. 2 сентября 1930 года округа в УССР были упразднены, все районы перешли в республиканское подчинение (тогдашней столицей УССР являлся Харьков).

### Донецкая область
7 февраля 1932 года Украинская ССР разделена на 5 областей — Винницкую, Днепропетровскую, Киевскую, Одесскую и Харьковскую. 2 июля 1932 года постановлением ВУЦИК из состава Днепропетровской и Харьковской областей была выделена Донецкая область с центром в городе Артёмовске. Это постановление было утверждено 17 июля 1932 года ЦИК СССР с тем изменением, что центром области был назначен город Сталино, а сама область названа Сталинской.
3 июня 1938 года из состава Сталинской области выделена Ворошиловградская область (в 1958—1970 годах и с 1991 года — Луганская область). В ноябре 1961 года Сталино был переименован в Донецк, а Сталинская область — в Донецкую область.

## Великая Отечественная война
На время немецкой оккупации областному центру было возвращено историческое название Юзовка, а области — Юзовская область.
- август 1941 — в Сталино сформирована 383-я шахтёрская стрелковая дивизия.
- конец октября 1941 — немецкие войска оккупировали крупнейшие города Сталинской области.
- 3 ноября 1941 — славянский партизанский отряд под командованием Н. И. Карнаухова в бою с карательным отрядом в Теплинских лесах Сталинской области уничтожил 127 немецких солдат и офицеров.
- ноябрь 1941 — февраль 1942 — деятельность в городе Дружковка подпольной комсомольской молодёжной организации «Ленинская искра».
- 22 февраля 1943 года — постановление ГКО о восстановлении угольных шахт Донбасса.
- 18 августа 1943 — начало наступления войск Южного фронта. Прорыв Миус-фронта.
- 5 сентября 1943 — советские войска освободили города Артёмовск и Горловку.
- 6 сентября 1943 — советские войска освободили Константиновку.
- 6 сентября 1943 — советские войска освободили Краматорск.
- 8 сентября 1943 — советские войска освободили Сталино.
- 10 сентября 1943 — советские войска освободили Мариуполь.

В то же время имели место попытки немецкой администрации восстановить работу шахт и заводов, но это ей не удалось. Для нужд оккупантов уголь приходилось возить из Домбровского бассейна. Несколько лучшим было положение в области лёгкой промышленности. Так, одним из крупнейших предприятий в области был швейный комбинат в г. Мариуполе, объединявший 11 фабрик, на которых работало 2000 рабочих.
Немцы с присущей им педантичностью составили чёткий план восстановительных работ. В феврале 1942 года главный инженер горного общества профессор Б. П. Шестюк сообщал: "Уже работают несколько шахт, например, «Ново-Мушкетово», 12 «Наклонная», «Бутовка», 5 бис «Трудовская» и другие. Начинают давать угля шахты 1-2 «Смолянка», 4 «Ливенка» 1 «Щегловка». Идут восстановительные работы на старшей Юзовской шахте «Центральная-заводская»(«Д. В. „от 12 февраля 1942 года“). Число шахтёров неуклонно росло. Так, на шахте „Смолянка“ в апреле 1942 года по направлению биржи труда работало 203 человек, а в ноябре — 822».
В 1942 году в городе Сталино насчитывалось 1745 мелких предприятий, в подавляющем большинстве частных. Работали кооперативные общества. Больше всего «Донбасс» имело несколько мастерских и цехов, 2 шахты, на которых работало 200 рабочих. В 1942 году создан «Сталинторг», который имел 63 магазины. мясокомбинат, 21 пекарню.
Центральным печатным органом в г. Сталино (Юзовки) и области с 15 ноября 1941 года до 29 августа 1943 года (во время немецкой оккупации) была газета «Донецкий вестник» (нем. Donezer Nachrichten). Всего получилось 207 номеров. Периодичность была 2-4 номера на неделю. Тираж колебался в пределах 25-65 тыс. экземпляров. Самый продолжительный время должность редактора газеты занимал Г. Ковалевский.

## Послевоенный период
Сразу после освобождения Донбасса началось восстановление шахт и промышленности. В 1948 г. под руководством главного инженера шахты № 1 («Центральная») треста «Чистяковантрацит» Владимира Ивановича Дегтярёва впервые были проведены испытания угольного комбайна «Донбасс», чем было положено начало развитию механизации и автоматизации добычи угля.
В это время в шахтёрских городах и посёлках Донбасса на одного человека приходилось 3-4 кв. м жилья, не были проложены водопровод и канализация, посёлки не были соединены дорогами. Не хватало больниц: в 1950 г. по г. Сталино на 1000 рабочих имелось 8,3 мест в стационарах, а в 1955 г. - 6,4, по области - 7,6. После посещения региона первым секретарём ЦК КПСС Н.С. Хрущёвым в августе 1956 года по инициативе В.И. Дегтярёва (уже главы треста «Чистяковантрацит») разрозненные документы по развитию региона были объединены в программу из 58 пунктов.
Руководство области начало поощрять строительство индивидуальных домов и развернуло массовое жилищное строительство в посёлках, благоустройство населённых пунктов, обеспечивая их водопроводными сетями и газоснабжением. Строились автомобильные дороги с твёрдым покрытием, был утверждён план создания и развития зелёных зон Донбасса.
Донбасс развивался как единый научно-технический и производственный центр: с 1958 по 1960 гг. в регионе было организовано 39 специализированных проектно-конструкторских отделов, 7 заводских бюро и лабораторий по механизации и автоматизации, 72 отдела, бюро и лаборатории по развитию техники, 37 экспериментальных лабораторий по экономике производства, проектно-конструкторские группы на всех шахтах и соответствующие отделы в трестах.
В начале 1960-х годов Донецкий экономический административный район обеспечивал около 20% всесоюзного производства чёрной металлургии и каменного угля, свыше 25% кокса. В регионе  работали предприятия тяжёлого машиностроения, выпускавшие металлургическое, кузнечно-прессовое оборудование, выполнявшие оборонные и космические заказы. Донецкий СНХ обеспечивал Украинской ССР 52,9% угля, до 90% флюсов и огнеупорного сырья, 43,2% чугуна, 37,3% стали, 40,4% проката, 46,2% кокса, 46,7% цемента.
Развитие орошаемого земледелия на территории всей Донецкой области позволило в 1963 г. впервые за всю историю региона собрать 350 тыс. т свежих овощей.
В 1959 г. в Донецк из Харькова был переведён институт советской торговли. В 1960 г. крупнейший в  области Сталинский ордена Трудового Красного Знамени индустриальный институт был реорганизован в Сталинский политехнический институт.  Однако научных кадров не хватало. В начале 1962 г. в вузах и НИИ области работало всего лишь около 30 докторов наук (из них 14 - в медицинском, 13 - в политехническом институтах). Не было ни одного доктора физико-математических, химических, экономических, философских, исторических, филологических наук. Невысоким оставался уровень научных исследований в фундаментальных науках, а только они были способны дать подпитку индустрии и технологиям. Дегтярёв поставил задачу создания Донецкого научного центра Академии наук Украины, для которого были выделены значительные ресурсы. Только для приёма учёных, создания  и оснащения лабораторий потребовалось более 20 тыс. кв. м лабораторных и вспомогательных площадей, более 400 квартир, аспирантское общежитие. Началось строительство академгородка и Донецкого ботанического сада, для которого  в восточной части Донецка на границе с Макеевкой было выделено 275,5 гектаров земель «Зеленстроя».
В  сентябре 1965 г. был открыт Донецкий государственный университет. В декабре 1965 г. был создан  Донецкий научный центр Академии наук УССР  в составе: физико-технического института АН УССР, Донецкого отделения экономико-промышленных исследований Института экономики АН УССР, Донецкого вычислительного центра АН УССР и Ботанического сада АН УССР. К этому моменту в Донецке действовал 21 научно-исследовательский и проектный институт, 22 высших и средних специальных учебных заведения, сделавших промышленный город стал научным центром республиканского и союзного значения, заложившим основу для реализации активной политики новаций и преобразований.
Если весь жилищный фонд  области в 1940 г. насчитывал 10,8 млн. кв. м, а в 1943 г.  из-за военных разрушений он снизился до 5,6 млн. кв. м., то к 1966 г. он вырос до 33,6 млн. кв. м. С 1958 по 1967 гг. протяжённость заасфальтированных дорог выросла вдвое, освещаемых улиц - в 2,4 раза, площадь зелёных насаждений   — в 3,3 раза.

## Новое время

### Забастовки шахтёров в 1990-х
Забастовки шахтёров Донбасса (1989—1990-е годы)
Референдум в Донецкой и Луганской областях 1994 года
Пешие походы шахтёров на Киев

## История символики региона

Флаг Донецкой области

На территории, на которой сейчас находится нынешняя Донецкая область, в разные исторические периоды различные административные образования использовали различную символику, военные флаги тамги, флаги, гербы.
До момента провозглашения независимости Украины ни губерния, ни позже область не имели своих собственных флагов, поэтому первым официальным символом стал принятый в 1999 году флаг области, созданный Донецкой художницей Ниной Щербак (укр. Ніна Щербак). Согласно замыслу автора, дизайн флага является вексиллологическим каламбуром: восходящее солнце отражается в диамантовом поле, символизирующем Донецкий угольный бассейн, открытие которого в 1721 году дало мощный толчок в освоении региона; таким образом обыгрывается полисемия слова «бассейн». Сегодня флаг также является одним из неформальных символов Донбасса в целом.